# NGC 1482
NGC 1482 je galaksija u zviježđu Eridan.

## Vanjske poveznice
- SEDS: NGC 1482